# HGTV (Italia)
HGTV è un canale televisivo italiano edita da Warner Bros. Discovery Italia, divisione del gruppo Warner Bros. Discovery.
È la versione italiana dell'omonima rete televisiva statunitense nata nel 1994.

## Storia
Il canale è stato annunciato il 21 dicembre 2019, nel momento in cui Motor Trend si è spostato alla LCN 59 del digitale terrestre prendendo il posto di Alpha, rimanendo comunque sull'LCN 56 in maniera provvisoria.
Il canale inizia ufficialmente le trasmissioni il 2 febbraio 2020 alle 6:00 con  La mia nuova casa sull'albero. Dallo stesso giorno è disponibile anche in streaming sia su Dplay che sul sito ufficiale.
Il 24 aprile 2020 la luminosa diventò monocromatica, preceduta dall’intero logo Discovery. Furono inoltre rimpicciolite le scritte in sovrimpressione, compresi i vari suffissi.
Dal 12 novembre 2020 è presente su Dplay la versione in alta definizione del canale, sbarcata il 4 gennaio 2021 anche sul satellite. Dal 12 gennaio successivo, HGTV è visibile ai canali 417 di Sky Italia e 56 di Tivùsat (di conseguenza Motor Trend HD viene spostato al canale 57 su quest'ultima piattaforma).
Il 1º luglio 2021 in seguito ad una riorganizzazione di alcuni canali Sky, HGTV si trasferisce all'LCN 418.
L'8 marzo 2022 la versione in alta definizione del canale arriva sul digitale terrestre, sostituendo la versione SD.
Il 6 giugno 2022 la luminosa ha adottato una colorazione bianca, andando ad affiancare il logo della nuova società italiana Warner Bros. Discovery.
Lo speaker ufficiale di rete è il doppiatore Patrizio Prata.

## Palinsesto
HGTV ha una programmazione costituita da programmi che trattano case, design, architettura, giardini e stili di vita per un pubblico generalista: Sono presenti, nella programmazione del canale, anche le finestre informative di TG HGTV, curato da CNN Italia.

### Produzioni originali
Di seguito sono elencate le produzioni originali del canale italiano:
- Il fuorisalone di HGTV
- Ok, la casa è giusta!
- Open House - La casa più bella
- Questa casa ha le ruote

### Programmi televisivi
- A caccia di occasioni
- Alaska: costruzioni selvagge
- Brian Boitano - La mia casa in Italia
- C'era una volta casa
- Casa fuori dal comune
- Casa su misura
- Case impossibili on the beach
- Case che non ti aspetti
- Case da un milione di dollari
- Case impossibili: Alaska
- Case impossibili: montagne rocciose
- Cerco casa disperatamente
- Chi cerca trova
- Come nuova con Jennifer
- Come ti trasformo la casa
- Cucine da rifare
- Donne in affari
- Extreme Makeover: Home Edition
- Fratelli in affari: SOS Celebrity
- Gemelle in affari
- Hawaii Life
- I fratelli conquistano New Orleans
- Il re delle piscine
- Ho vinto la casa alla lotteria
- Hotel da incubo
- House hunters international
- La mia nuova casa sull'albero
- La mia nuova casetta dei giochi
- La seconda casa non si paga mai
- Le case più estreme del mondo
- Man Caves: Tane per maschi
- Mega terrazze
- Mi compro un'isola
- Minicase
- Minicase di lusso
- Nate & Jeremiah: missione casa
- Occasioni in riva al lago
- Occasioni in riva al mare
- Paint Your Life
- Per fare casa ci vuole un albero
- Piscine da pazzi
- Sabrina design accessibili
- Sogni in costruzione
- Selling the Hamptons
- Stanze da sogno
- Una coppia in affari
- Vado a vivere... minicase
- Vado a vivere in Sicilia - La mia casa a 1 euro

### Informazione
- TG HGTV con CNN
- Meteo

## Ascolti

### Share mensile
Dati Auditel relativi al giorno medio mensile sul target individui 4+.
| Anno | Gen   | Feb   | Mar   | Apr   | Mag   | Giu   | Lug   | Ago   | Set   | Ott   | Nov   | Dic   | Media anno |
| ---- | ----- | ----- | ----- | ----- | ----- | ----- | ----- | ----- | ----- | ----- | ----- | ----- | ---------- |
| 2020 | -     | 0,28% | 0,35% | 0,35% | 0,36% | 0,39% | 0,41% | 0,48% | 0,42% | 0,36% | 0,33% | 0,33% | 0,33%      |
| 2021 | 0,37% | 0,39% | 0,40% | 0,43% | 0,43% | 0,46% | 0,43% | 0,46% | 0,43% | 0,43% | 0,42% | 0,41% | 0,42%      |
| 2022 | 0,43% | 0,41% | 0,43% | 0,45% | 0,47% | 0,49% | 0,51% | 0,57% | 0,45% | 0,44% | 0,44% | 0,43% | 0,46%      |
| 2023 | 0,45% | 0,44% | 0,46% | 0,46% | 0,46% | 0,49% | 0,56% | 0,58% | 0,47% | 0,46% | 0,44% | 0,44% | 0,47%      |
| 2024 | 0,42% | 0,39% | 0,46% | 0,47% | 0,45% | 0,46% | 0,50% | 0,54% | 0,53% | 0,47% | 0,48% | 0,45% | 0,47%      |
| 2025 | 0,44% | 0,39% | 0,44% | 0,51% | 0,49% | 0,52% |       |       |       |       |       |       |            |